# Односи Србије и Грчке
Односи Србије и Грчке су инострани односи Републике Србије и Хеленске Републике.

## Српско-грчко пријатељство
Српско-грчко пријатељство (грч. Ellinoserviki Filia, Ελληνοσερβική φιλία) је концепт посебног односа између два балканска народа који је почео да се формира у 19. веку, инспирисан заједничком борбом за ослобођење од османске власти, а кулминирао је током грађанског рата на простору бивше Југославије и бомбардовања СР Југославије од стране НАТО авијације 1999. год. Иако су владе Србије и Грчке, своје заједничке интересе формално-правно регулисале бројним војним и економским споразумима, српско-грчко пријатељство је однос који се развијао у непосредном контакту између два народа.

## Историјска позадина
Први уговор између Србије и Грчке потписан је 1867. године, кнез Михаило Обреновић и краљ Ђорђе I су поставили темеље будуће сарадње.
Краљ Александар Обреновић је присуствовао отварању првих модерних олимпијских игара одржаних у Грчкој 1896.

### Балкански ратови
Краљевина Србија и Краљевина Грчка су били војни савезници у оба Балканска рата 1912−1913. У тим ратовима је успостављена заједничка граница између две државе (данашња граница Грчке и Северне Македоније).

### Први светски рат
После тројне инвазије и окупације Србије српска војска ће се у зиму 1915/1916 повући преко Албаније на грчко острво Крф.
Крф је постао „Србија у малом“ или „Србија у егзилу“, јер се на једно острво преселила цела једна држава, организовани су сви нивои државне управе и успостављен је рад државних органа и установа. Локалне власти уступиле су зграду Националног театра Народној скупштини Краљевине Србије и у поменутом здању одржаване су седнице српског народног представништва (Народна скупштина на Крфу 1916. и Народна скупштина на Крфу 1918.). У хотелу „Бела Венеција“ налазило се седиште српске владе. За потребе Београдске митрополије уступљена су три храма: Црква светог Арханђела Гаврила, Црква Свете Тројице, и Црква Светог Николе.
Пребацивање српских војника са Крфа у Солун почело је већ у априлу исте године 1916. Након двомесечне обуке, почетком јула 1916. године српски војници запоседају сектор на Солунском фронту на тешко приступачним Могленским планинама, које су у том периоду представљале међудржавну границу Краљевине Грчке и Краљевине Србије. Солунски фронт је ангажовао око 600 хиљада војника са обе стране линије фронта. Српска влада и официрски кругови са тешком муком су успели да обезбеде постојање „српског сектора“ на Солунском фронту, чиме је избегнута могућност да војници буду раштркани по различитим савезничким јединицама.
Солунски процес је био судски процес 1916/1917. против пуковника Драгутина Димитријевића Аписа и његових сарадника.
Крфска декларација је донета јула 1917. по којој је предвиђено стварање будуће Краљевине Срба, Хрвата и Словенаца.
Септембра 1918. је почео пробој Солунског фронта.

### Односи Југославије и Грчке
Александар Карађорђевић је 1920. присуствовао погребу грчког краља Александра.
Дана 9. фебруара 1934. у Атини је потписан Пакт балканског споразума којим су Југославија, Грчка, Румунија и Турска гарантовале узајамну безбедност својих балканских граница.
Дана 27. фебруара 1942. у Лондону је потписан Споразум о Балканској унији између Југославије и Грчке.
Краљ Петар II Карађорђевић се пред крај Другог светског рата оженио са грчком принцезом Александром 20. марта 1944.
Посета председника Републике Јосипа Броза Тита Грчкој – у двору са краљем Павлом и краљицом Федериком, 2. јун 1954.
Новембра 1997. Председник СРЈ Слободан Милошевић је учествовао на балканском самиту на Криту.
Јануара 2001. Председник СРЈ Војислав Коштуница је посетио Грчку.
Маја 2002. Премијер Грчке Костас Симитис је био у званичној посети СР Југославији.

### Југословенски ратови

#### Рат у Босни
Током Рата у Босни, више десетина грчких добровољаца борило се у име православља и грчко-српског пријатељства на страни Војске Републике Српске против војних снага владе у Сарајеву. Неколико десетина Грка провело је у редовима ВРС више месеци па и до две године у периоду од 1992. до 1995. год. Грчки добровољци били су груписани у Грчку добровољачку гарду која је била стационирана у Власеници у централној Босни. Забележено је да је ова јединица учествовала у борбеним дејствима у околини Сребренице, где је, након уласка у град на срушеном православном храму истакнута грчка застава.
Добровољци су регрутовани у Београду, док су у Атини и Солуну били успостављени центри за везу. Према изјави добровољаца, грчка влада није ометала регрутацију и упућивање добровољаца у Босну, док је Грчка обавештајна служба била у сталном контакту са њима. АФП је овим поводом цитирала и председника Републике Српске, Радована Караџића који је изјавио: „Срби имају само два пријатеља, Бога и Грке."

#### НАТО бомбардовање СР Југославије
Само неколико дана након почетка НАТО бомбардовања СР Југославије, у Атини су 26. марта 1999. год. избиле демонстрације против акције НАТО. Маса од преко 10.000 демонстраната извикивала је антиамеричке пароле испред америчке амбасаде. Демонстрантима који су носили транспаренте са натписима који су указивали на снажну везу између два народа засновану на припадности истој православној вери, придружила се и група Срба који су се затекли у грчкој престоници. Демонстранти су се сукобили са полицијом која је употребила сузавац како би разбила демонстрације.
Истог дана грчка влада је затражила престанак бомбардовања и повратак преговорима.
Осим учествовања у антиамеричким демонстрацијама, припадници грчког народа били су спремни и да пруже конкретну помоћ пријатељском српском народу. У извештају Македонске новинске агенције, од 26. марта 1999. год. говори се о 250 грчких добровољаца који су се пријавили за одлазак у Србију како би, према њиховим речима „помогли Србима које сматрају пријатељима и браћом“.
Грчки народ наставио је са протестима против НАТО бомбардовања СР Југославије чак и након престанка борбених дејстава. Посета америчког председника Била Клинтона Грчкој, 19. новембра 1999. год. била је повод за масовне антиамеричке демонстрације. Преко 10.000 демонстраната окупило се у Атини, на демонстрацијама које су организовале странке левог блока. Левичари су протестовали због учешћа САД у НАТО бомбардовању СР Југославије. Окупљени грађани су се упутили ка америчкој амбасади спаљујући успут америчке заставе. Грчка полиција покушала је да спречи демонстранте у њиховој намери што је довело до отвореног сукоба демонстраната и полиције. У сукобу, који је потрајао до дубоко у ноћ, коришћени су сузавац, камење и Молотовљеви коктели. Иако је намеравао да се задржи у дужој посети грчкој престоници, Бил Клинтон је из безбедносних разлога скратио свој боравак у Грчкој.

#### Грчка хуманитарна помоћ за Србију
Бројне грчке хуманитарне организације и Православна црква Грчке су, током 90-их година 20. века организовале бројне акције упућивања хуманитарне помоћи у Србију. Ове активности су нарочито интензивиране током НАТО бомбардовања СР Југославије. Тако је, 18. маја 1999. год., у Србију допремљена хуманитарна помоћ Грчке православне цркве намењена радницима бомбардоване фабрике аутомобила „Застава“. Преко 150 тона хране и лекова подељено је запосленим и пензионисаним радницима и члановима њихових породица.
Акције допремања хуманитарне помоћи у Србију наставиле су се и након бомбардовања. Истакнуту улогу у организацији хуманитарних акција у којима помоћ из Грчке стиже у Србију има принцеза Катарина која је пореклом Гркиња. 29. децембра 2004. год., грчка хуманитарна организација "Лајфлајн Хелас", која је под патронатством принцезе Катарине допремила је пошиљку одеће, хране и играчака намењених деци без родитељског старања, деци ометеној у развоју и деци избеглицама широм Србије.
Хуманитарна помоћ из Грчке пронашла је свој пут и до српске деце на Косову и Метохији.

## Билатерални односи
Србија и Грчка су успоставили званичне дипломатске односе 1879. године.

### Косово и Метохија
Грчка је међу неколико чланица НАТО и ЕУ, које нису признале једнострано проглашену независност Косова и Метохије.
Грчка је била уздржана приликом гласања о пријему Косова у УНЕСКО 2015.

### Посете
- Премијер Грчке Мицотакис је посетио Београд 12. фебруара 2024.[11]
- 31. јануара и 1. фебруара 2017. премијер Грчке Алексис Ципрас је посетио Србију.
- децембра 2016. председник грчког парламента Никос Вуцис је посетио Србију.
- априла 2016. Председник Томислав Николић је посетио Јонска острва Крф и Видо на стогодишњицу искрцавања српске војске у Првом светском рату. Председнику Николићу је додељена титула почасног грађанина Општине Крф.
- 18. и 19. јуна 2013. тадашњи председник Грчке Карлос Папуљас је учинио узвратну посету Београду.
- 9-11. новембра 2012. Председник Томислав Николић је званично посетио Грчку.
- 29. априла 2011. председник Грчке је присуствовао свечаном отварању реконструисане куле "Небојша" са меморијалом Риге од Фере.
- 2010. премијер Грчке Јоргос Папандреу је посетио Србију.

- 2008. премијер Србије Мирко Цветковић је посетио Грчку.
- септембра 2005. Председник државне заједнице СЦГ Светозар Маровић, је био у тродневној званичној посети Атини на позив грчког председника Каролоса Папуљаса.

### Економски односи
- У 2020. години укупна робна размена износила је 546 милиона УСД. Од тога је извоз Србије био 204 милиона, а увоз 341 милион долара.
- У 2019. размењено је укупно роба у вредности од 533 милиона долара. Извоз из наше земље вредео је 208 милиона, а увоз 325 милиона УСД.
- У 2018. години укупна робна размена је износила 572 милиона УСД. Из РС је извезено за 211 милиона, а увезено за 361 милион долара.[12][13]

### Дипломатски представници

#### У Београду
- Мариа Левади, амбасадорка, 2022—
- Георгјос Дјакофотакис, амбасадор, 2019—2022.
- Илијас Илијадис, амбасадор, 2016—2019.[14]
- Константинос Икономидис, амбасадор, 2013—2016.
- Димостенис Стоидис, амбасадор, 2009—2013.
- Христос Панагопулос, амбасадор, 2005—2009.
- Михаил Спинелис, амбасадор, 2000—2005.
- Панајотис Власопулос, амбасадор, 1996—2000.
- Михаил Спинелис, отправник послова, 1993—1996.
- Константинос Јерокостопулос, отправник послова, 1992—1993.
- Елефтериос Карајанис, амбасадор, 1990—1992.
- Емануил Спиридакис, амбасадор, 1985—1990.
- Димитриос Макрис, амбасадор, 1980—1985.
- Димитрис Ираклидис, амбасадор, 1976—1980.
- /  Маркос Икономидис, амбасадор, 1973—1976.
- Спиридон Тетенес, амбасадор, 1967—1973.
- Николаос Кабалурис, амбасадор, 1965—1967.
- Димитриос Николареизис, амбасадор, 1960—1964.
- Трасивулос Цакалотос, амбасадор, 1957—1959.
- Филон Филон, амбасадор, 1954—1957.
- Спирос Капетанидис, амбасадор, 1950—1954.
- Јеорјос Калуцис, отпр. послова, 1946—1950.
- Алексндрос Даљетос, посланик, 1946.
- Кимон Диамантопулос, посланик, 1942. - (акредитован код краља у егзилу)
- Раул Росетис – Вивикас, 1936—1941.
- Леон Мелас, 1930.
- Спиридон Полихронијадис, 1925. -
- Михаил Цамадос, 1924—1926.
- Кимон Диамантопулос, отправник послова
- Николаос Маврундис, посланик, 1919—1923.
- Јоанис Кундурјотис, посланик, 1917—
- Јоанис Александропулос, посланик, 1912—1915.
- Јанис Г. Карацас(млађи), посланик, 1910—
- Периклис Арјиропулос, отпр. послова 1899— и посланик 1902—1908.
- Ј.А. Рицакис, отпр. послова, 1895—
- Димитрјос Метаксас, отпр. послова, 1892—
- И. Мусикос, отпр. послова
- Василис Назос, отпр. послова
- Николаос Делијанис, 1880—1885.[15]
- Јоанис Генадијос, агент и генерални конзул
- Анастасјос Доскос, конзул, 1868—
- Анастас Манакис, конзул, 1844—1849.

#### У Атини
Амбасада Републике Србије у Атини (Грчка) радно покрива Јерменију.
- Никола Недељковић, амбасадор,[17] 2024. —
- Душан Спасојевић, амбасадор, 2016. — Душан Спасојевић, амбасадор Србије у Грчкој 2016. (десни)
- Бранко Лазаревић, отправник послова, 2013—2014. и 2014—2016.
- Љубомир Поштић, отпр. послова, 2014.
- Драган Жупањевац, амбасадор, 2009—2013.
- /  Љиљана Баћовић, амбасадор, 2005—2009.
- /  Душан Батаковић, амбасадор, 2001—2005.
- Драгомир Вучићевић, амбасадор, 1998—2001.
- Гојко Скопеља, отпр. послова
- /  Милан Милутиновић, амбасадор, 1989—1995.
- Владимир Султановић, амбасадор, 1985—1989.
- Трајко Трајковски, амбасадор, 1981—1985.
- Радко Мочивник, амбасадор, 1977—1981.
- Милован Марковић, амбасадор, 1973—1977.
- Драгомир Вучинић, амбасадор, 1969—1973.
- Михаило Јаворски, амбасадор, 1965—1969.
- Пеко Дапчевић, амбасадор, 1961—1965.
- Мита Миљковић, амбасадор, 1958—1961.
- Мишо Павићевић, амбасадор, 1955—1958.
- Радош Јовановић, посланик а затим и амбасадор, 1950—1954.[18]
- Шериф Шеховић, отпр. послова, 1947—1950. а затим и посланик, 1950.
- /  Изидор Цанкар, амбасадор, 1945. - 1946.
- Теофило Ђуровић посланик код грчке владе од 6. септембра 1943.
- Александар Вукчевић, посланик, 1939—1941.
- Миодраг Лазаревић, посланик, 1937—1939.
- Бошко Христић, посланик, 1931—1937.
- Јован Вучковић, посланик, 1930—[19]
- Тихомир Поповић, посланик, 1926—1929.
- Јован Т. Марковић, посланик, 1924—
- Јован Дучић, отправник послова, 1923—1924.
- /  Живојин Балугџић, посланик, 1913—1923.
- Матија Бошковић, посланик, 1907—1913.
- П. Гавриловић, привремени отпр. послова
- Јован Јовановић Пижон, отправник послова, 1906—1907.
- Јован ф. Христић, отпр. послова, 1904—
- Светомир Николајевић, посланик, 1903.
- Стојан Бошковић, посланик, 1900—1902.
- Александар Јовичић, отпр. послова и ген. конзул, 1899—1900.
- Јован Ђаја, посланик, 1899.
- Павле Маринковић, отпр. послова, 1896—
- М. Апостоловић, отпр. послова
- Владан Ђорђевић, посланик, 1891—1893.
- Љубомир Каљевић, посланик, 1886—1889.
- Сава Грујић, посланик, 1883—1885.

#### Конзулати
Грчки конзулат у Нишу је отворен септембра 1998. а затворен децембра 2010.

## Друштва српско-грчког пријатељства

### Србија
Друштво српско-грчког пријатељства.
Основано у драматичним временима Друштво се јавља као насушна потреба за развијањем и продубљивањем вековних веза и сарадње утемељеним на православној византијско-словенској хришћанској љубави и блискости.
Друштво је основано 4. марта 1991. године, а већ на првој Скупштини 19. априла исте године, сагледавају се, из прихваћеног Статута Друштва, смернице његовог рада, циљеви и деловање.
На наредној Скупштини одржаној 10. јуна у сали Српске академије наука и уметности, присуствовао је импозантан број наших угледних личности као и многобројни пријатељи грчког народа.
Поздравну реч упутио је тадашњи председник САНУ академик Душан Каназир који је био и први и дугогодишњи председник Друштва српско-грчког пријатељства (1991—2000).
Говорећи о историјским везама двају народа, академик је нагласио да ће обавеза Друштва бити да покрене све креативне, пословне и интелектуалне снаге наше земље ради трајног развијања веза у сфери науке, уметности, духовности, привреде, туризма и спорта, напомињући да ће главни носиоци те сарадње бити и важне институције науке и културе као што су САНУ са њеним Археолошким, Византолошким и Балканолошким институтима, заједно са Матицом српском, Заједницом универзитета Србије и Српском православном црквом.
Надахнутом беседом прожетом духовношћу и блискошћу двају народа и две цркве, присутнима се обратио и владика бачки преосвећени др Иринеј Буловић, тадашњи и садашњи потпредседник нашег Друштва.
Ново друштво српско-грчког пријатељства
У Београду је, 3. октобра 2001, у просторијама Скупштине града промовисано Ново друштво српско-грчког пријатељства чији председник је Диогенис Валаванидис. Промоцији је поред осталих званица присуствовало и Принцеза Катарина. Програмом и статутом Новог друштва српско-грчког пријатељства предвиђено је активно учешће друштва у организацији изложби, концерата и других културно-уметничких догађаја, а све у циљу даљег унапређења пријатељских односа и културне сарадње између два народа.
Чланови овог друштва активно су учествовали у више акција допремања хуманитарне помоћи у Србију током 1990-их година 20. века. Своје неслагање са НАТО бомбардовањем СР Југославије друштво је исказало организацијом пријатељске фудбалске утакмице између АЕК-а и Партизана, која је одиграна на стадиону Партизана 7. априла 1999. год.
На иницијативу овог друштва, некадашња улица Ђуре Ђаковића у Београду променила је име у улицу Елефтериоса Венизелоса, председника грчке владе из времена Првог светског рата и великог пријатеља српског народа.

### Грчка
У Грчкој је основано Друштво грчко-српског пријатељства са седиштем у Атини.

## Култура и споменици
У Пироту постоји грчко војничко гробље на ком је сахрањено 358 официра, подофицира и војника.
У Грчкој се налази више споменика српском страдању на Солунском фронту (маузолеј на острву Видо, Српско војничко гробље на Зејтинлику и Српска кућа на Крфу).
Град Нови Сад у Србији се популарно назива српска Атина.
Србија и Грчка имају разноврсну сарадњу у области културе.

### Галерија
- Манастир Хиландар
- Спомен плоча на кули Небојша у Београду где је Рига од Фере задављен
- Маузолеј на Виду
- Српско војничко гробље Зејтинлик у Солуну
- Српска кућа на Крфу
- Кајмакчалан на северној грчкој граници са Северном Македонијом (некадашњој српској граници)
- Споменик Риги од Фере у Београду

## Братимљење српских и грчких градова
Близак однос између две државе огледа се и у броју градова и места у Србији који су се збратимили са градовима и местима у Грчкој. Неки од њих су:
- Алексинац (Србија) - Патра (Грчка)
- Гроцка (Србија) - Агиа Параскеви (Грчка) и др.
- Јагодина (Србија) - Коринт (Грчка)
- Крушевац (Србија) - Крф (Грчка)
- Ниш (Србија) - општина Глифада (Грчка)
- Нови Сад (Србија) - Хелиополис (Грчка)
- Смедерево (Србија) - Волос (Грчка)
- Чачак (Србија) - Катерини и Филипоји (Грчка)
- Горњи Милановац (Србија) - Едеса (Грчка)
- Пожаревац (Србија) - Јањина (Грчка)

## Поређење
|                 | Грчка                   | Србија                                        |
| --------------- | ----------------------- | --------------------------------------------- |
| Становништво    | 10.816.286              | 9.024.734 (са КиМ)                            |
| Површина        | 131.957 km²             | 88.361 km²                                    |
| Престоница      | Атина - 3.686.371       | Београд - 1.233.796 (1.659.440 шире подручје) |
| Облик владавине | Парламентарна република | Парламентарна република                       |
| Званични језик  | Грчки                   | Српски                                        |